# Patrice Leconte
Patrice Leconte (Parijs, 12 november 1947) is een Franse filmregisseur en scenarioschrijver.

## Biografie
Patrice Leconte groeide op in Tours, waar hij studeerde aan het Lycée Descartes. Hij begon als amateur op jeugdige leeftijd films te maken, samen met een van zijn broers. Ze maakten verscheidene korte films op 8 en op 16 millimeter.
In 1967 trok hij naar Parijs, waar hij verder studeerde en op de filmschool IDHEC een opleiding volgde. Hij was teleurgesteld in het onderwijs op de academie, maar bracht veel tijd door in het archief waar hij films van de Nouvelle Vague, zoals van François Truffaut, bekeek.
Dankzij zijn leraar Jean-André Fieshi kreeg hij een baantje als redacteur voor het filmtijdschrift Cahiers du cinéma, en tegelijkertijd maakte hij cartoons voor het blad Pilote. Hij produceerde enkele reclamefilms, en maakte ook speelfilms, maar deze bleven onopgemerkt of werden door de critici slecht ontvangen. Omwille van het uitblijven van succes richtte hij zich meer op het maken van reclame.
In 1978 lukte het hem toch om door te breken met de komedie Les Bronzés. De film werd een groot succes. Vervolgens legde hij zich een tiental jaren toe op het maken van filmkomedies. 
Daarna richtte hij zich op het dramatische genre. Zijn film Monsieur Hire (1989), met Michel Blanc, een van zijn favoriete acteurs, in de hoofdrol, kreeg aandacht op het filmfestival van Cannes. In 1990 werd de film genomineerd voor acht Césars, en won die voor beste geluid. Ook zijn volgende film, de tragikomedie Le Mari de la coiffeuse (1990), met in de hoofdrollen Anna Galiena en Jean Rochefort, ook een 'acteur fétiche' van Leconte, kreeg zeer veel waardering zowel in Frankrijk als daarbuiten, en werd eveneens genomineerd voor zeven Césars-categorieën. De films die hierop volgden hadden echter minder succes.
In 1995 richtte hij zich opnieuw op een ander genre: het kostuumdrama. Met Ridicule wist hij opnieuw het publiek en de critici voor zich te winnen. Bovendien haalde hij met de film in 1997 de César voor Beste regisseur en de César voor Beste film binnen. Daniel Auteuil, nog een acteur fétiche van Leconte, nam de hoofdrol voor zijn rekening in het aan het einde van de 19e eeuw gesitueerde  doodstrafdrama La Veuve de Saint-Pierre (2000). 
In 2000 kreeg Auteuil de César voor Beste acteur voor zijn rol in het romantisch drama  La Fille sur le pont (1999). Daarnaast werd de film nog genomineerd voor zeven andere Césars-categorieën. 
In 2006 scoorde Leconte zijn grootste commercieel succes met de komedie Les Bronzés 3 : Amis pour la vie, de tweede sequel van Les Bronzés (1978) (Les Bronzés font du ski (1979) was de eerste), twee van zijn vroegste komedies.
Patrice Leconte behoort tegenwoordig tot de meest gewaardeerde Franse filmregisseurs.

## Filmografie
- 1976 - Les Vécés étaient fermés de l'intérieur
- 1978 - Les Bronzés
- 1979 - Les Bronzés font du ski
- 1981 - Viens chez moi, j'habite chez une copine
- 1982 - Ma femme s'appelle reviens
- 1983 - Circulez y a rien à voir
- 1985 - Les Spécialistes
- 1987 - Tandem
- 1989 - Monsieur Hire (naar de roman Les Fiançailles de Monsieur Hire van Georges Simenon)
- 1990 - Le Mari de la coiffeuse
- 1991 - Contre l'oubli (groepsfilm)
- 1993 - Tango
- 1994 - Le Parfum d'Yvonne (naar de roman Villa triste van Patrick Modiano)
- 1995 - Lumière et Compagnie (groepsfilm)
- 1996 - Ridicule
- 1996 - Les Grands Ducs
- 1998 - Une chance sur deux
- 1999 - La Fille sur le pont
- 2000 - La Veuve de Saint-Pierre
- 2001 - Félix et Lola
- 2002 - Rue des plaisirs
- 2002 - L'Homme du train
- 2004 - Confidences trop intimes
- 2004 - Dogora : Ouvrons les yeux (documentaire)
- 2006 - Les Bronzés 3 : Amis pour la vie
- 2006 - Mon meilleur ami
- 2008 - La Guerre des miss
- 2011 - Voir la mer
- 2012 - Le Magasin des suicides (animatiefilm)
- 2013 - Une promesse
- 2014 - Une heure de tranquillité
- 2019 - Salauds de pauvres (coregisseur van de anthologiefilm)
- 2022 - Maigret (naar de roman Maigret en het dode meisje van Georges Simenon)